# Jonas Borring
Jonas Skov Borring (ur. 4 stycznia 1985 w Ringkøbing) – piłkarz duński grający na pozycji lewego pomocnika.

## Kariera klubowa
Borring jest wychowankiem klubu Glamsbjerg IF, następnie trenował także w Årslev BK i Dalum IF. Kolejnym klubem w jego karierze był Boldklubben 1913 i w 2003 roku zadebiutował w jego barwach w drugiej lidze duńskiej. Na koniec sezonu spadł jednak z B 1913 do trzeciej ligi. Po spadku przeszedł do innego klubu z miasta Odense, Odense Boldklub. 13 marca 2005 roku wystąpił po raz pierwszy w pierwszej lidze, w przegranym 0:1 domowym meczu z Esjbergiem. W 2006 roku zajął z Odense 3. miejsce w lidze, a od sezonu 2006/2007 był podstawowym zawodnikiem tego zespołu. W 2007 roku zdobył z Odense Puchar Danii.
23 czerwca 2008 roku Borring podpisał czteroletni kontrakt z innym pierwszoligowcem, FC Midtjylland. 20 lipca zadebiutował w jego barwach w lidze. Midtjylland wygrał wówczas 2:0 na wyjeździe z mistrzem kraju, Aalborgiem BK. W 2012 przeszedł do Randers FC. W 2016 najpierw grał w Brøndby IF, a następnie wrócił do Midtjylland. W 2018 przeszedł do AC Horsens.
| Sezon   | Klub             | Kraj  | Rozgrywki   | Mecze | Bramki |
| ------- | ---------------- | ----- | ----------- | ----- | ------ |
| 2003/04 | Boldklubben 1913 | Dania | II liga     | 16    | 7      |
| 2004/05 | Odense BK        | Dania | Superligaen | 5     | 0      |
| 2005/06 | Odense BK        | Dania | Superligaen | 19    | 0      |
| 2006/07 | Odense BK        | Dania | Superligaen | 30    | 5      |
| 2007/08 | Odense BK        | Dania | Superligaen | 32    | 7      |
| 2008/09 | FC Midtjylland   | Dania | Superligaen | 32    | 10     |
| 2009/10 | FC Midtjylland   | Dania | Superligaen | 32    | 8      |
| 2010/11 | FC Midtjylland   | Dania | Superligaen | 28    | 2      |
| 2011/12 | FC Midtjylland   | Dania | Superligaen | 27    | 4      |
| 2012/13 | Randers FC       | Dania | Superligaen | 21    | 3      |
| 2013/14 | Randers FC       | Dania | Superligaen | 25    | 4      |
| 2014/15 | Randers FC       | Dania | Superligaen | 11    | 1      |
| 2015/16 | Randers FC       | Dania | Superligaen | 19    | 6      |
| 2016/17 | Brøndby IF       | Dania | Superligaen | 1     | 0      |
| 2016/17 | FC Midtjylland   | Dania | Superligaen | 34    | 4      |
| 2017/18 | FC Midtjylland   | Dania | Superligaen | 10    | 1      |
| 2017/18 | AC Horsens       | Dania | Superligaen |       |        |

## Kariera reprezentacyjna
W swojej karierze Borring występował w reprezentacji Danii U-18 (1 mecz), reprezentacji U-20 (4 mecze) oraz reprezentacji U-21 (1 mecz i 1 gol). W pierwszej reprezentacji zadebiutował 20 sierpnia 2008 roku w przegranym 0:3 towarzyskim meczu z Hiszpanią. 11 lutego 2009 roku zdobył pierwszą bramkę w drużynie narodowej, w zremisowanym 1:1 sparingu z Grecją.